# Келлер, Хелен Адамс
Хе́лен А́дамс Ке́ллер (англ. Helen Adams Keller; 27 июня 1880, Таскамбия, Алабама, США — 1 июня 1968, Истон, Коннектикут, США) — американская писательница, лектор и политическая активистка. В возрасте девятнадцати месяцев Келлер перенесла заболевание (предположительно, скарлатину; педиатр при осмотре классифицировал расстройство как «воспаление мозга»), в результате которого полностью лишилась слуха и зрения. В те годы работа с подобными детьми только начинала проводиться. По достижении Хелен семи лет родители решились подыскать для дочери учителя. Директор школы Перкинса для слепых прислал им молодую специалистку Энн Салливан. Салливан сумела найти подход к девочке, что стало существенным прорывом в специальной педагогике.
Получив среднее образование в нескольких школах, Келлер поступила в Колледж Рэдклифф, где получила степень бакалавра. В дальнейшем она жила со своей неизменной спутницей Салливан вплоть до смерти последней. В годы обучения Хелен стала поддерживать социализм и в 1905 году вступила в Социалистическую партию. Келлер написала больше десятка книг, рассказывающих о её опыте.
Келлер стала заметным филантропом и активистом. Она поддерживала фонды обучения и социализации инвалидов, выступала против расизма, милитаризма и дискриминации женщин, была активным деятелем Американского союза защиты гражданских свобод. За её заслуги в 1964 году Линдон Джонсон наградил её Президентской медалью Свободы. С 1980 года указом Джеймса Картера её день рождения отмечается как День Хелен Келлер. В массовой культуре её образ был популяризован Уильямом Гибсоном в пьесе «Сотворившая чудо».

## Происхождение

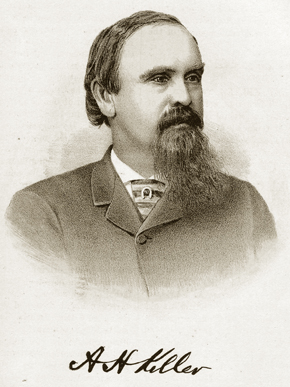
Отец Артур Хенли Келлер

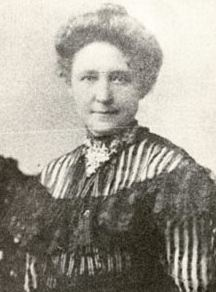
Мать Кейт Адамс Келлер

Хелен Адамс Келлер родилась в городе Таскамбия, административном центре округа Колберт. Здесь её родители владели плантацией. Отец Хелен также занимался издательством: в течение десяти лет ему принадлежала газета North Alabamian. Семья, довольно зажиточная в прошлом, после поражения Конфедерации в Гражданской войне понесла значительный урон и жила сравнительно скромно.
По воспоминаниям Хелен, её родители в течение долгого времени не могли подобрать ей подходящее имя. Отец предложил назвать её Милдред Кэмпбелл в честь одной из прабабушек, мать же хотела дать дочери имя Хелен Эверетт. Кейт думала, что имя Хелен означает «свет»: она хотела, чтобы жизнь новорождённой дочери была наполнена светом. Артур уступил желаниям жены, но по дороге в церковь забыл выбранное ей имя. Вспомнив, что девочку нарекли Хелен, он назвал священнику имя Хелен Адамс.
Отец Хелен Артур Хенли Келлер родился 5 февраля 1836 года в семье Дэвида и Мэри Келлеров. История рода Келлеров в США берёт начало от Каспара Келлера, швейцарца, решившего переселиться в Новый Свет и купившего обширные земли в Алабаме. Артур приходился ему правнуком. Один из швейцарских предков Хелен был первым учителем глухих в Цюрихе и опубликовал книгу про их обучение. Мэри, урождённая Мор, была дочерью Александра Мора, адъютанта Жильбера Лафайета, и его супруги Энн. Александр был родственником автора «Утопии» Томаса Мора. Энн приходилась дочерью Александру Спотсвуду, губернатору колониальной Виргинии с 1710 по 1722 год. Спортсвуд происходил из знатного английского рода и был дальним родственником короля Шотландии Роберта II. Помимо этого, Мэри была троюродной сестрой Роберта Ли.
Артур Келлер был дважды женат. Его первая супруга Сара Россер умерла в 1877 году. От неё у Келлера было двое сыновей: Джеймс и Уильям. На Кейт Адамс, которая была младше его на двадцать лет, Артур женился в 1878 году. Кейт была дочерью военнослужащего Чарльза Адамса и Люси Эверетт. Чарльз, сын Бенджамина и Сюзанны Адамсов, был связан родственными узами со вторым президентом США Джоном Адамсом. Кейт быстро поладила с младшим пасынком Уильямом, но её отношения с Джеймсом оставались напряжёнными.
Хелен стала первым ребёнком Артура и Кейт Келлеров. В 1886 году у них родилась вторая дочь Милдред Кэмпбелл. Третий ребёнок, сын Филипп, родился в 1891 году. Супруги жили вместе до смерти Артура в 1896 году. Кейт ушла из жизни в 1921 году.

## Детство

### Первые годы
Хелен появилась на свет здоровым ребёнком. К первому дню рождения она начала ходить. У неё было превосходное зрение: она с легкостью находила булавки, упавшие на пол. По словам Кейт Келлер, её дочь в возрасте шести месяцев была способна произнести несколько слов. Она говорила домочадцам «чай, чай, чай» и спрашивала: «что ты делаешь?» О некоторых словах девочка сохранила память. В частности, она помнила слово «вода» и могла произнести его, хотя и с существенными искажениями: как «ва-ва».
В возрасте 19 месяцев Хелен перенесла тяжёлое заболевание, которое педиатр классифицировал как «воспаление мозга». Современные доктора предполагают, что на самом деле это была скарлатина, краснуха или менингит. Педиатр посчитал, что жизнь ребёнка находится в опасности, и был приятно удивлён, когда девочке удалось оправиться. Но счастье родителей продлилось недолго: после выздоровления Хелен полностью лишилась слуха и зрения.
Первые годы Хелен прошли в приусадебной пристройке, известной как «Зелёный плющ», где жила её семья. Дом был выстроен дедом Хелен в 1820 году. До начала работы с учительницей Хелен не была способна общаться с домашними, но могла с помощью жестов выразить свои желания. Так, она изображала, как нарезают ломтики, когда хотела хлеба. Если девочка желала, чтобы на обед подали мороженое, она показывала, как вертят ручку мороженицы.
Несмотря на отсутствие зрения и слуха, Хелен в детстве отличалась буйным и жизнерадостным характером. Девочка дружила со своей сверстницей, дочерью чернокожей прислуги Мартой Вашингтон. Вдвоём дети любили шалить. В то же время Хелен испытывала гнев из-за того, что отличалась от других людей: она быстро поняла, что окружающие пользуются ртом для общения. Девочка пыталась повторять движения их губ, но каждый раз её попытки не приносили никакого успеха. Из-за этого она впадала в истерики, пинала няню и ломала всё вокруг. Кроме того, она ревновала родителей к сестре Милдред.
С годами родители Хелен всё больше сомневались в возможности социализации дочери и склонялись к решению отправить её в приют для инвалидов. В те времена такая судьба ожидала большинство слепоглухих детей, так как они считались необучаемыми. Школа, куда хотели устроить Хелен, состояла из двух корпусов — для слепых и для глухих. Тем не менее туда принимались и дети с обоими отклонениями. Луч надежды блеснул для Келлеров, когда Кейт прочла в «Американских записках» Чарльза Диккенса заметку о Лоре Бриджмен. Бриджмен также лишилась зрения и слуха в младенчестве, но смогла адаптироваться в обществе благодаря своему учителю Самуэлю Хауи. Тем не менее надежды казались Келлерам по-прежнему призрачными: Хауи уже умер, и его уникальный опыт, как казалось, умер вместе с ним.
Когда Хелен было шесть лет, её отец услышал об именитом окулисте в Балтиморе, который занимался сложнейшими глазными болезнями. Вместе Келлеры отправились в Балтимор, однако доктор оказался бессилен вернуть девочке зрение. Он посоветовал семье обратиться за консультацией к Александру Грейаму Беллу. Белл в свою очередь порекомендовал директора школы Перкинса для слепых Михаила Анагноса, который мог бы подобрать девочке учителя. Артур Келлер сразу же написал ему. Для этого Келлеру пришлось преодолеть своё свойственное южанам недоверие к школам Севера. Положительный ответ пришёл летом 1886 года, но Энн Салливан приехала только в марте следующего.

### Начало работы с Салливан

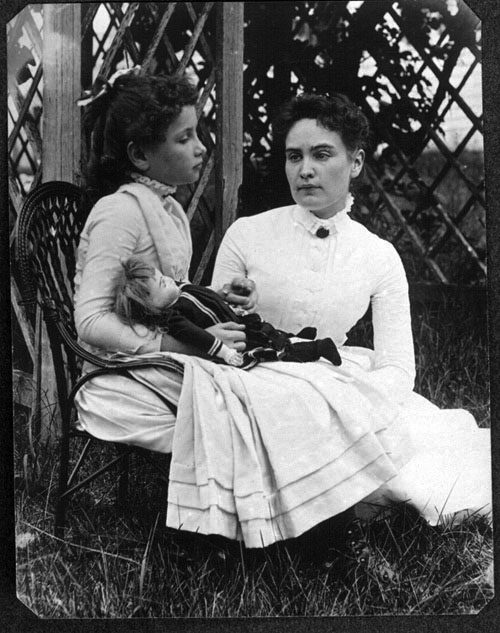
Келлер с Салливан в 1888 году

Салливан приехала в дом Келлеров 3 марта 1887 года. Впоследствии Хелен писала: «Я преисполняюсь изумления, когда думаю о безмерном контрасте между двумя жизнями, соединёнными этим днём». 20-летняя Салливан сама обладала слабым зрением и окончила школу Перкинса для слепых. Своё детство она провела в тяжёлых условиях в приюте города Тьюксбери. По приезде в дом Келлеров ей был назначен оклад в размере 25 долларов.
Чтобы привить ученице понимание правил поведения, Салливан попросила выделить им отдельное помещение. Келлеры отдали для этой цели небольшую пристройку при доме. Салливан не стала делать скидку на инвалидность ребёнка: она сразу начала «разговаривать» с Хелен целыми предложениями. «Разговор» происходил следующим образом: Салливан изображала пальцами на ладони Келлер слова. Каждая буква английского алфавита имела соответствующий эквивалент в этом языке. Таким образом, учительница при общении с подопечной пользовалась не примитивными образными символами, а обыкновенным алфавитом. Первым таким словом была «кукла»: Салливан дала Хелен поиграть с куклой, которую одела та самая Лора Бриджмен, чей опыт вдохновил Кейт Келлер.
Хелен уже в первый день установила связь между сигналом и получением предмета и смогла воспроизвести этот сигнал. Но девочка не понимала, что движения Салливан обозначают абстрактные слова. Переход от простого повторения к осознанию прошёл у Хелен в один момент — когда она набирала воду. Внезапно она поняла, что особые прикосновения учительницы обозначают жидкость. Эта драматическая сцена впоследствии получила широкую известность в американском обществе. «Я узнала тогда, что „в-о-д-а“ означала то чудесное и прохладное, что текло по моей руке. Это живое слово пробудило мою душу, дало ей свет, надежду, радость, освободило её. Всё ещё были барьеры, это правда, но те барьеры, которые со временем могли быть разрушены», — вспоминала Келлер. При этом ей потребовалось много времени, чтобы разобраться в некоторых нюансах языка. Так, вначале она не понимала разницы между существительными и глаголами. Также, по сообщениям Салливан, особое затруднение вызвало у её ученицы различение понятий mug (кружка), milk (молоко) и drink (пить) и понимание абстрактных слов, таких как «любовь». Чтобы донести до собеседника свою мысль, Хелен использовала подражательные движения.
После первого понимания Хелен стала стремительно продвигаться в обучении. Примерно через месяц она поняла различие между существительными и глаголами, а спустя ещё 19 дней начала образовывать предложения. Среди первых её фраз была Baby eat no (ребёнок кушать нет), когда сестра не захотела принять подаренную Хелен ей конфету, а затем Baby teeth no, baby eat no (ребёнок зубы нет, ребёнок кушать нет). Через 11 дней Хелен обнаружила новорождённых щенков и, ощупав их, «сказала»: Eyes shut, sleep no (глаза закрыты, сон нет). Тогда же к ней пришло понимание наречия very (очень), и она написала с помощью тактильного алфавита: baby small, puppy very small (ребёнок маленький, щенок очень маленький).
Спустя три месяца после начала обучения Келлер сумела самостоятельно написать своему другу письмо с помощью шрифта Брайля. В мае она впервые прочитала связный рассказ, после чего увлеклась чтением так сильно, что «вопреки запрещению протаскивает вечером в постель книгу, напечатанную алфавитом Брайля, чтобы тайком читать её под одеялом». К концу июля Хелен научилась писать карандашом, чтобы объясняться с людьми, не знакомыми с Брайлем. Тогда же девочка открыла для себя вопросительные слова «почему» и «зачем» и глагол-связку to be. В то же время она в течение долгого времени продолжала пропускать артикли в речи.
Ананьос был поражён успехом Хелен, называл её обучение чудом, а саму Хелен — маленькой богиней. Он написал несколько заметок о ней. Тогда имя девочки впервые стало появляться на страницах печатных изданий.

### Среднее образование

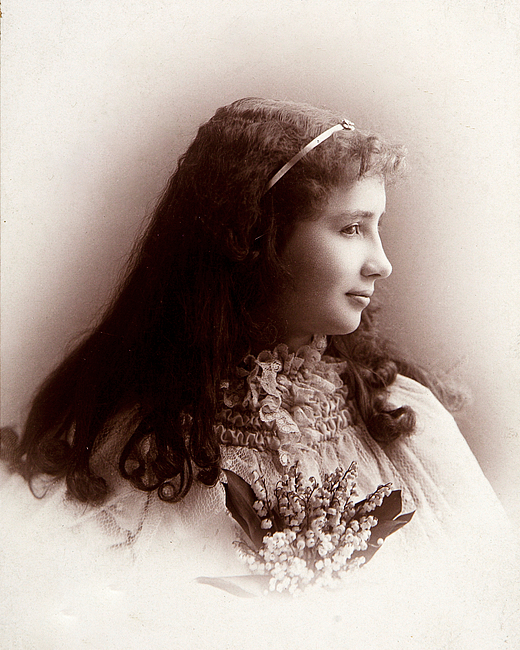
Келлер около 1892 года

Приезд Салливан стал началом периода совместной работы, длившегося 49 лет. Салливан занималась с ученицей историей, иностранными языками, точными науками. В мае 1888 года они нанесли визит школе Перкинса для слепых, где Келлер впервые встретилась с подобными себе людьми. «Меня несказанно обрадовало, что они знают „ручную азбуку“. Что за наслаждение было беседовать с другими на своём языке!» — писала Келлер впоследствии. После знакомства со школой девочка в течение нескольких лет посещала здесь зимой занятия.
Когда Хелен было десять лет, она узнала о слепоглухой норвежке Рагнхильде Каате, которая сумела научиться говорить. Хелен загорелась желанием повторить её достижение. Поначалу семья девочки старалась отговорить её браться за это дело, боясь, как бы она не испытала глубокого разочарования из-за неспособности воплотить желание в жизнь. Тем не менее Хелен продолжала настаивать на своём. Тогда Салливан отвезла ученицу к преподавателю Саре Фуллер. Фуллер была директором школы для глухих Хораса Манна и пропагандировала обучение глухих нормальной речи. Метод Фуллер состоял в следующем: она прикладывала руки ученика к своему горлу, в это время произнося звук. Ученик воспринимал артикуляцию и старался воспроизвести её. Фуллер дала Келлер 11 уроков. В дальнейшем Хелен упражнялась самостоятельно и вместе с Салливан. Она смогла научиться произносить членораздельные звуки, но её голос до конца жизни остался трудным для понимания незнакомыми людьми.
В 1891 году произошёл инцидент, приведший к ухудшению отношений между Хелен и дирекцией школы Перкинса. Келлер написала рассказ «Царь-мороз» и отослала Ананьосу как подарок на день рождения. Рассказ произвёл на Ананьоса впечатление, и он опубликовал его в школьном журнале. После этого выяснилось, что на самом деле рассказ принадлежит перу детской писательницы Маргарет Кэнби. Хелен была обвинена преподавателями в плагиате. Сама она объясняла инцидент тем, что в её сознании стёрлась граница между своими мыслями и идеями извне. Подобный феномен известен как криптомнезия. Несмотря на то, что Ананьос посчитал Хелен невиновной, отношения между ними были навсегда испорчены. Согласно воспоминаниям Келлер, Салливан выяснила, где её ученица прочитала Кэнби: оказалось, что экземпляр этой книги был у её подруги Софии Хопкинс, у которой Хелен гостила в 1888 году. Марк Твен, с которым Хелен познакомилась в дальнейшем, назвал обвинения в плагиате идиотскими, а саму историю с «Царём-морозом» «совершенно идиотской и гротескной».
Дальнейшие несколько лет Келлер не посещала занятий в учебных заведениях, занимаясь с Салливан и приглашёнными преподавателями. Её успешное обучение во многом обязано улучшавшемуся благосостоянию Келлеров: они могли позволить себе нанимать репетиторов и устроить её в платную школу. В 1894 году Хелен была принята в школу Райта-Хьюмасона для глухих, где училась до 1896 года. Затем Келлер поступила в школу для девушек при Гарвардском университете. Везде её сопровождала Салливан, помогавшая выполнять домашние задания, читавшая Хелен книги, не выпущенные Брайлем, и писавшая слова преподавателей тактильным алфавитом. По окончании школы в 1899 году Келлер получила право поступить в высшее учебное заведение.

## Бакалавриат и становление убеждений

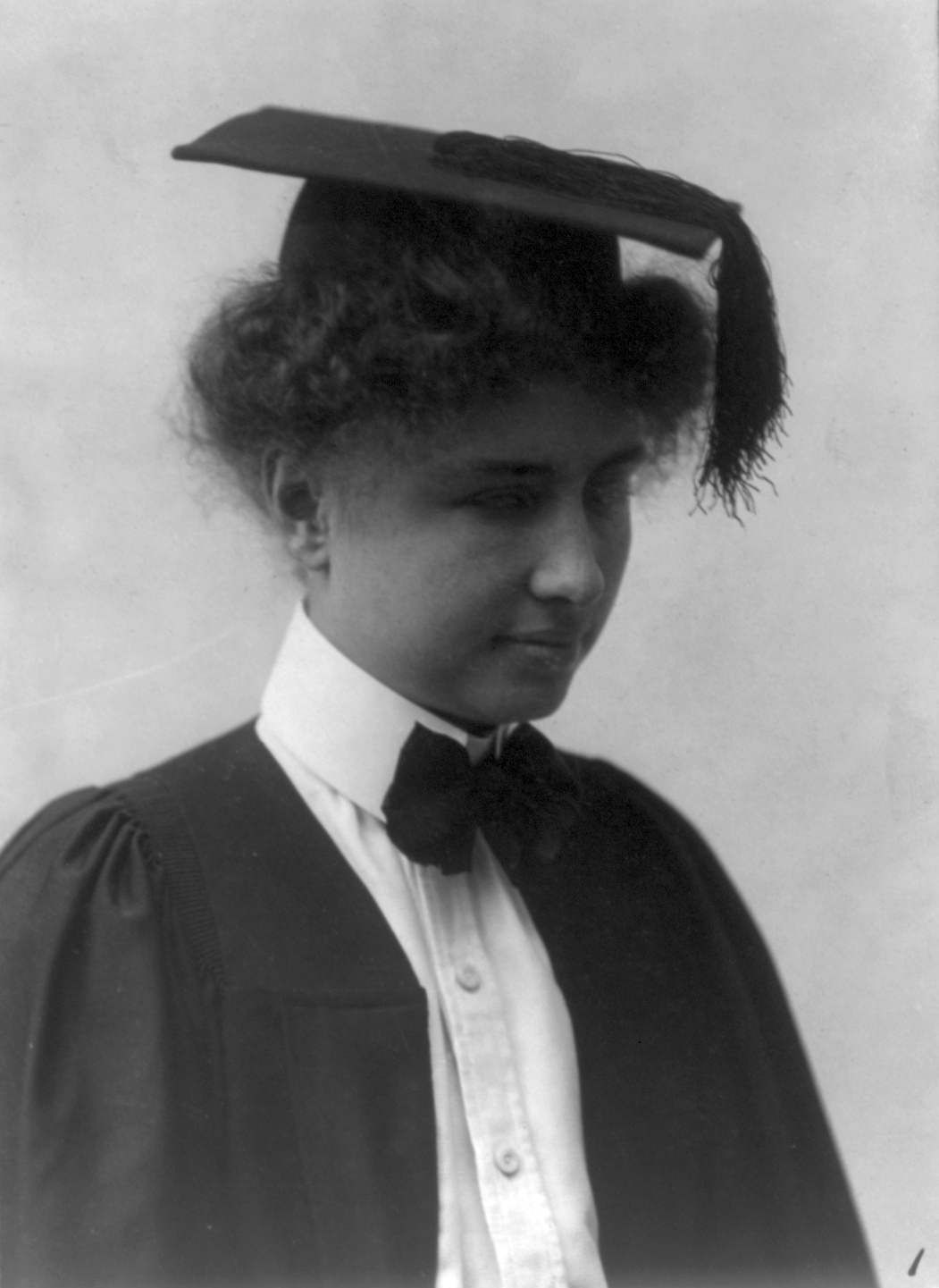
Келлер в форме выпускника

Келлер проходила предварительные испытания в Колледж Рэдклифф с 29 июня по 3 июля 1897 года. Она с самого детства мечтала поступить в колледж. Хелен успешно прошла испытания, но её преподаватели решили, что ей было бы полезно дополнительно подготовиться к обучению, в результате чего она поступила в колледж только в 1900 году. Обучение оплатил магнат Генри Хаттлстон Роджерс, с которым Хелен познакомил Марк Твен. В Рэдклиффе Хелен столкнулась с многими проблемами: учебные пособия не были напечатаны Брайлем, а классы были слишком многолюдны, чтобы преподаватели могли уделять ей особое внимание. Сложности для неё представляли и такие предметы, как геометрия и алгебра.
В Рэдклиффе начали формироваться леворадикальные политические воззрения Келлер. Первый раз она задумалась о правах рабочих, когда прочла, что чаще всего слепота возникает в бедных прослойках населения. Это связано с условиями труда на заводах и фабриках. Келлер бывала в трущобах, где жили рабочие и иммигранты, и писала, что хоть и не могла увидеть условия жизни этих людей, но могла почувствовать их по запаху. Позже к социализму прибавился феминизм. Так, Келлер поддерживала действия суфражисток, в частности Эммелин Панкхёрст. Она была сторонницей планирования семьи и поддерживала Маргарет Сэнгер, центральную активистку в этой области.
Спорную роль в политических воззрениях Келлер сыграло её южное происхождение. Сама она отрицала все идеалы Юга. Отец Хелен был «типичным южанином»: так, например, он до конца жизни не считал негров людьми. Его супруга придерживалась более либеральных взглядов.
Во время обучения Келлер написала свою первую книгу, автобиографию «История моей жизни». Она была впервые опубликована в журнале Ladies' Home Journal. В 1903 году «История моей жизни» была издана отдельной книгой. Большинство критиков положительно оценили произведение. Впоследствии оно было переведено на 50 языков, в том числе русский, и несколько раз переиздано на английском.

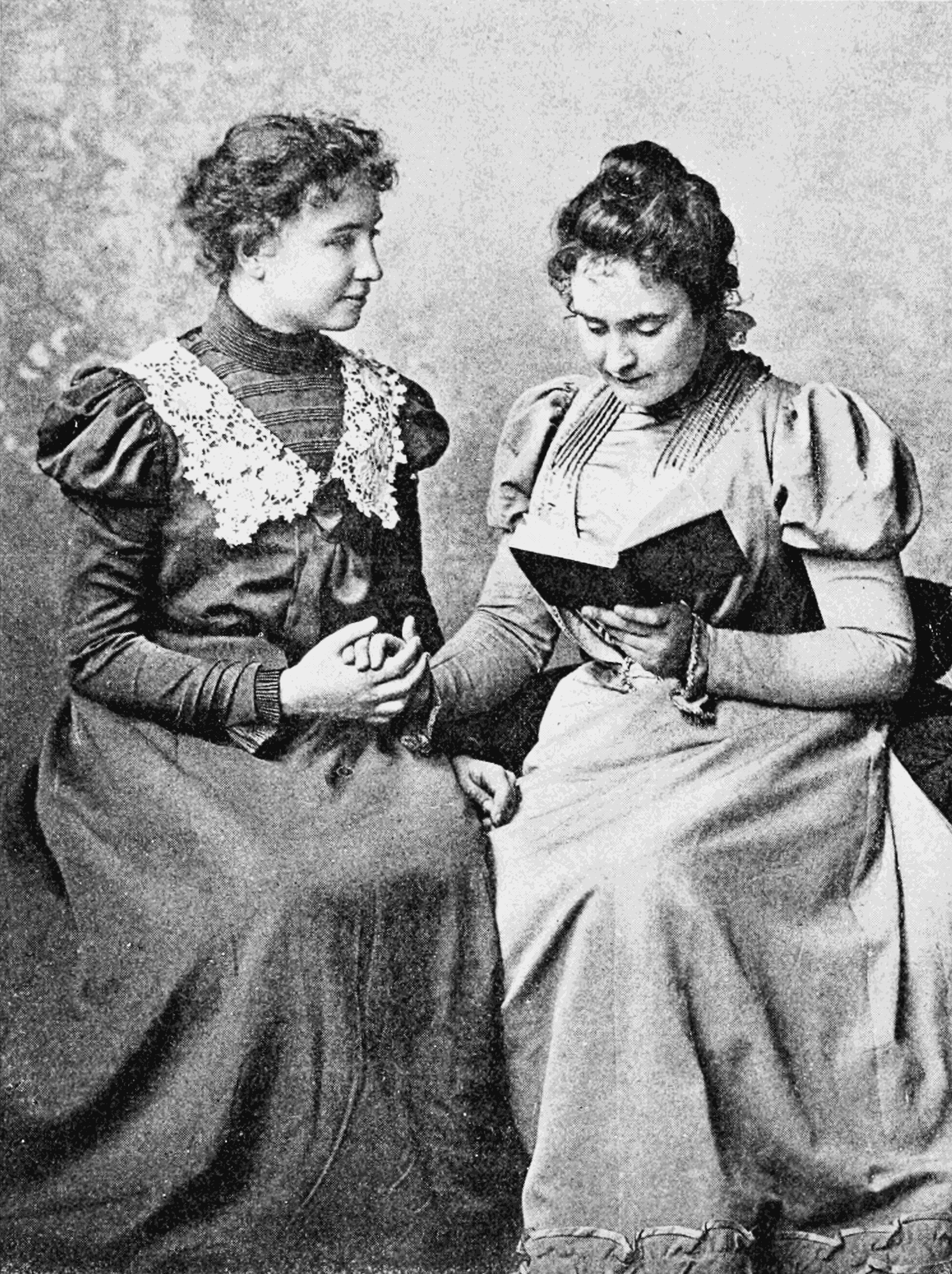
Келлер и Салливан, 1903 год

Келлер окончила колледж с отличием в 1904 году. Она стала первым слепоглухим человеком, получившим высшее образование и степень бакалавра. В том же году Салливан вышла замуж за Джона Мэйси, убеждённого социалиста. Вместе с ним Хелен прочла философский труд Герберта Уэллса «New Worlds for Old» (дословно — «Новые миры для старых»), ещё более укрепивший её в социалистических воззрениях. Тогда же она познакомилась с работами Маркса. «Кажется, будто я спала и проснулась в новом мире», — сказала она после этого. В 1905 году Келлер вступила в Социалистическую партию. После этого её статус в США резко упал: Хелен, прежде вызывавшая восхищение у общества, стала объектом жёсткой критики и даже насмешек. Журналисты в связи с этим отмечали, что Хелен не может объективно смотреть на политику вследствие своих физических недостатков.
После окончания колледжа Хелен переехала вместе с Салливан и её супругом в небольшой дом в деревне. Здесь она написала несколько книг: «Мир, в котором я живу», «Песня каменной стены» и «Из тьмы». В 1912 году она дала интервью Эрнесту Гринингу. По словам Грининга, это было первое в жизни Хелен интервью. Тогда же она вступила в организацию «Индустриальные рабочие мира». «Я стала членом ИРМ, потому что поняла, что Социалистическая партия слишком медленна. Она погружается в политическое болото», — сказала она в интервью 1916 года. Уже в составе ИРМ Хелен продолжала свою социалистическою деятельность. Она писала множество статей на тему социализма. Также Хелен поддерживала организации, борющиеся с расизмом в США, в том числе тогда только образовавшуюся Национальную ассоциацию содействия прогрессу цветного населения. В 1918 году она назвала национальную гвардию штата Колорадо, устроившую бойню в Ладлоу, «капиталистическими чудовищами».
Отношения Джона Мэйси и Энн становились с годами всё более натянутыми, и в 1914 году они окончательно расстались. Тем не менее официально развод не был оформлен, и они до конца жизни считались супругами. Тогда же к Салливан и Келлер присоединилась секретарь Полли Томпсон. Хелен никогда не была замужем. В 1916 году она втайне от учительницы и матери обручилась с социалистом и журналистом Питером Фаганом, который некоторое время замещал её секретаря. Отношения оборвались после того, как о них стало известно репортёрам. Мать Хелен приехала к дочери и отослала Фагана. Общество того времени, по её мнению, не было готово принять брак с подобной женщиной. Это стало глубоким разочарованием для Хелен. «Если бы я могла видеть, то в первую очередь вышла бы замуж», — призналась она. В 1922 году она написала, что с юности мечтала о любви с мужчиной.
Во время Первой мировой войны Келлер начала свою активную антивоенную деятельность. По её мнению, войну устроили империалисты, и США не должны были вступать в неё. В 1917 году Келлер поддержала революцию в России и действия Ленина. В 1918 году она приняла участие в создании Американского союза защиты гражданских свобод, чьей первоначальной целью было обеспечение защиты прав лиц, выступавших против милитаризма и по этой причине заключённых в тюрьмы. Келлер, поддерживавшая избирательные кампании социалистического кандидата в президенты США Юджина Дебса, писала ему в тюрьму, где он находился за антивоенную пропаганду.

## Дальнейшая судьба и смерть Салливан

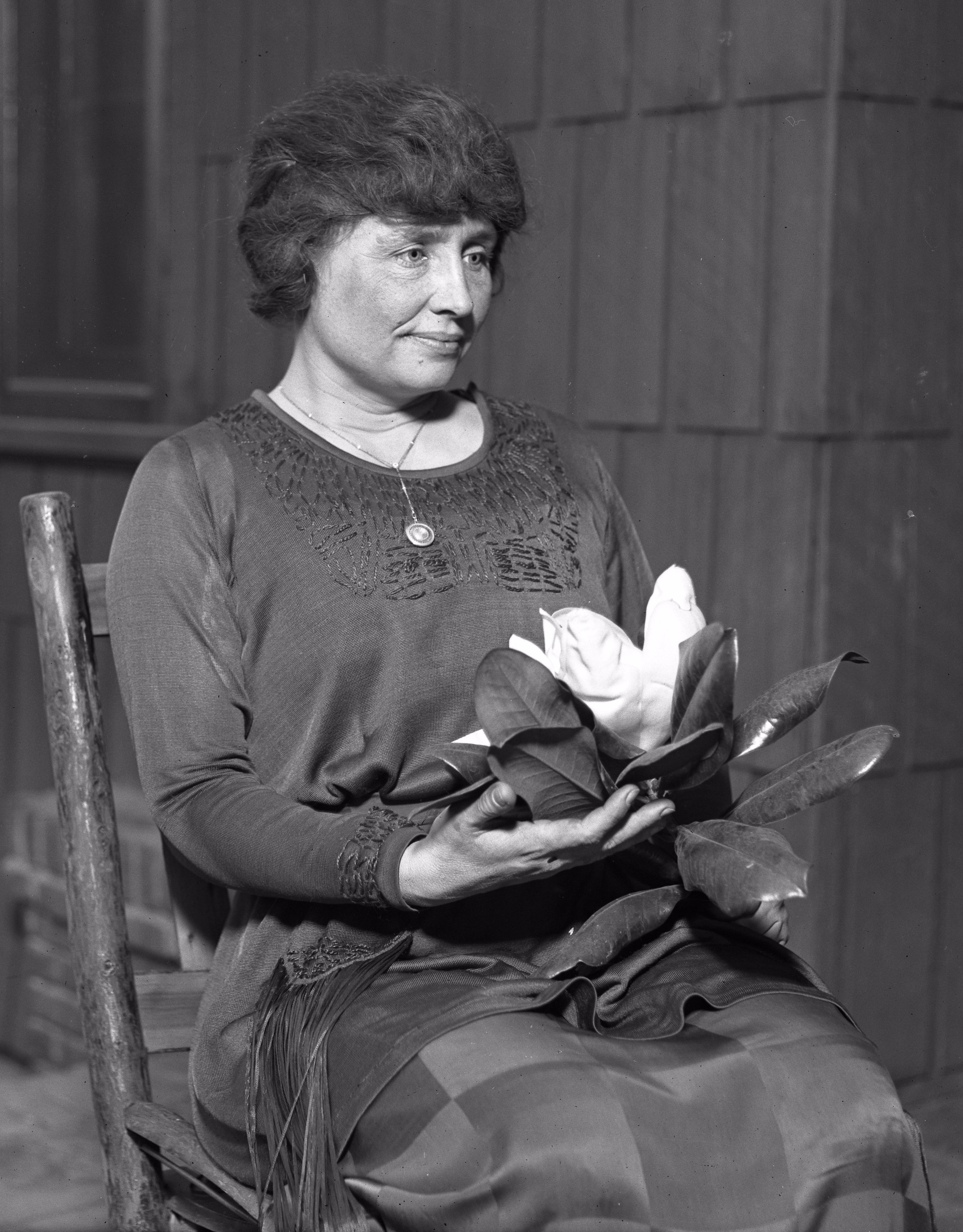
Келлер в 20-х годах

Деятельность Келлер в течение Первой мировой войны привлекла к ней внимание кинематографистов. Идея снять о Келлер документальный фильм впервые пришла к американскому писателю Фрэнсису Тревельяну Миллеру. Он отправил Келлер письмо с предложением снять картину о её жизни, на что она ответила согласием. Съёмки проходили в киностудии «Брантон». Режиссёром был выбран Джордж Фостер Платт, в качестве операторов выступили Лоуренс Фоулер и Артур Тодд. Согласно воспоминаниям Келлер, режиссёру пришлось разработать специальную систему стуков для общения с ней. Также им помогала Полли Томпсон, переводившая слова Платта своей подопечной с помощью ручной азбуки. Картина, получившая название «Избавление», вышла в прокат в 1919 году. Она была прохладно воспринята зрителями и в итоге не окупила свой бюджет.
В 20-е годы Келлер начала ездить по стране со своими лекциями совместно с Салливан и матерью. Эти поездки были продиктованы больше нуждой, чем желанием. Ни одной из женщин не доставляли удовольствия разъезды по стране, однако литературная деятельность не приносила Хелен особого дохода. Выступления же, напротив, вызывали широкий интерес у публики. Келлер сотрудничала с предпринимателями Гарри и Германом Веберами, представлявшими её на 20-минутном выступлении, с которым они гастролировали по США с 1920 по 1924 год. Некоторые друзья Хелен не одобряли такой способ заработка, но она считала, что её выступления служат благородным целям, так как на них она в том числе собирала пожертвования в фонды поддержки слепых людей.
На выборах 1924 года Келлер поддержала кандидатуру сенатора Роберта Лафоллета. После 1924 года она почти полностью отошла от политики, сосредоточившись на работе со слепыми. Этому способствовало её вступление в Американский фонд слепых, тогда известный как Центральный дом просвещения. Здесь Келлер стала выполнять обязанности не только лектора, но и правозащитника слепых. В частности, важным аспектом её деятельности было обеспечение всех слепых работой. В 1927 году Келлер опубликовала книгу My Religion («Моя религия», название впоследствии было изменено на Light in My Darkness— «Свет в моей темноте»), которая рассказывала о её отношении к религии. Хелен написала, что считает себя христианкой и придерживается учения Эммануила Сведенборга. С христианством её впервые познакомил священник Филлипс Брукс, после чего она сказала: «Я всегда знала, что Он здесь, но я не знала Его имени!» В 1931 году Келлер вместе с Салливан и Томпсон была принята королём Югославии Александром I Карагеоргиевичем в Белграде, где тот наградил их орденами Святого Саввы 3 степени.
Энн Салливан умерла в 1936 году после комы. Хелен держала её руку до самой смерти. После этого они с Томпсон переехали в Уэстпорт, штат Коннектикут, который остался её домом до конца жизни. Смерть Салливан была тяжёлой потерей для Хелен. Ещё в 1929 году она писала: «Я возношу трепетную мольбу Господу, потому что если Она уйдёт, я стану воистину слепой и глухой». Томпсон хоть и была предана Хелен, но не могла с той же сноровкой, как Салливан, общаться со своей подопечной с помощью ручной азбуки. В Коннектикуте Келлер подружилась со многими местными деятелями искусства, в частности с критиком и историком Ваном Виком Бруксом, который составил о ней биографический очерк.
В 1937 году Хелен побывала в Японии, где узнала историю пса Хатико, который продолжал ждать своего хозяина Хидэсабуро Уэно на станции в течение 9 лет после его смерти. После этого она захотела себе собаку породы акита-ину. Некий японец подарил ей пса Камикадзэ-го. Через год Камикадзэ-го умер от чумки собак, и Хелен в качестве официального подарка от правительства Японии получила другого пса Кэндзан-го. Эти две собаки считаются первыми акита-ину в США. Там же, в Японии, Келлер была награждена орденом Священного сокровища 3 класса. В 1938 году она опубликовала книгу Helen Keller’s Journal, где осудила политику Гитлера и раскритиковала получивший широкую известность роман Маргарет Митчелл «Унесённые ветром» за умалчивание жестокости к рабам на Юге.

## Последние годы

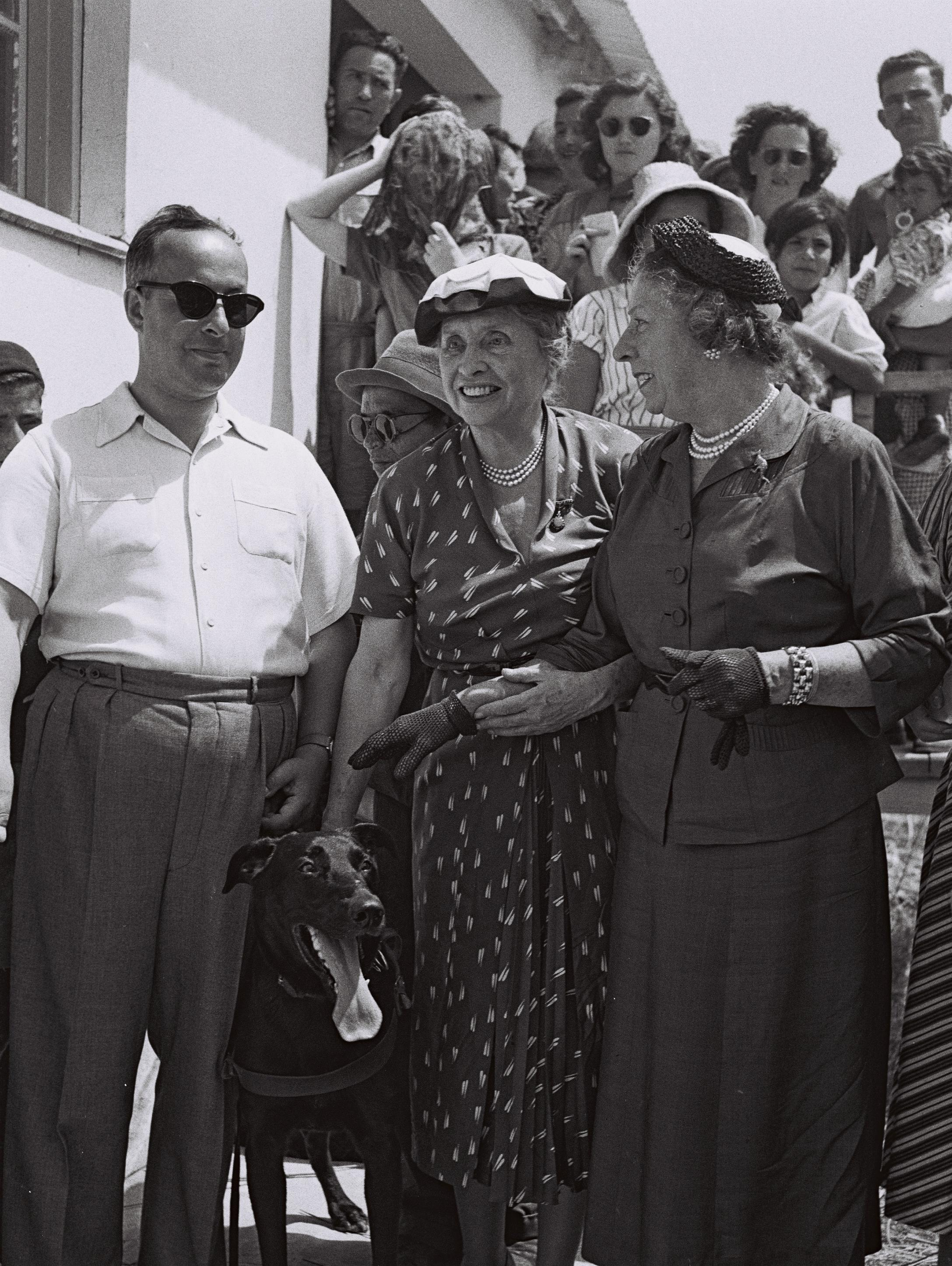
Хелен Келлер в израильской деревне для слепых, 1952 год

Во время Второй мировой войны Келлер посещала госпитали для ослепших и оглохших солдат. В 1946 году она была назначена на должность специалиста по международным связям в Американском фонде слепых. В период между 1946 и 1957 годами Келлер посетила 35 стран и встретилась с такими политическими деятелями, как Уинстон Черчилль, Голда Меир и Джавахарлал Неру. Её поездки финансировали департамент США и Американский фонд слепых. В 1948 году Хелен побывала в пострадавших от ядерной бомбардировки городах Хиросиме и Нагасаки в рамках своей антивоенной программы. Она была восхищена тёплым приёмом в этих городах: увидеть её приехали около 2 миллионов человек со всей Японии. При содействии Нелла Хенни, биографа Салливан, она продолжала после смерти учительницы издавать мемуары. В 1952 году Келлер посетила Францию, где на торжественной церемонии в Сорбонне была удостоена звания кавалера ордена Почётного легиона от президента Французской республики Венсана Ориоля. В том же году она стала кавалером Ордена Заслуг 2-го класса в серебре от президента Ливана Бишары эль-Хури. В 1953 году Келлер была награждена орденом Южного Креста степени кавалера, который ей вручил в бразильском посольстве в Вашингтоне посол Бразилии в США Уолтер Морейра Саллес.

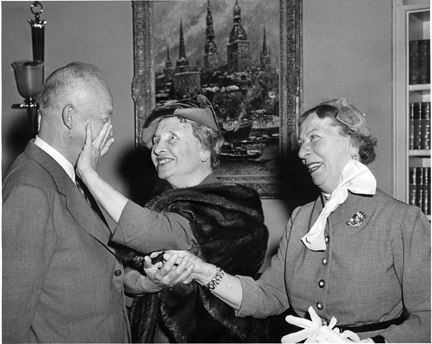
Дуайт Эйзенхауэр и Хелен Келлер, 1953 год

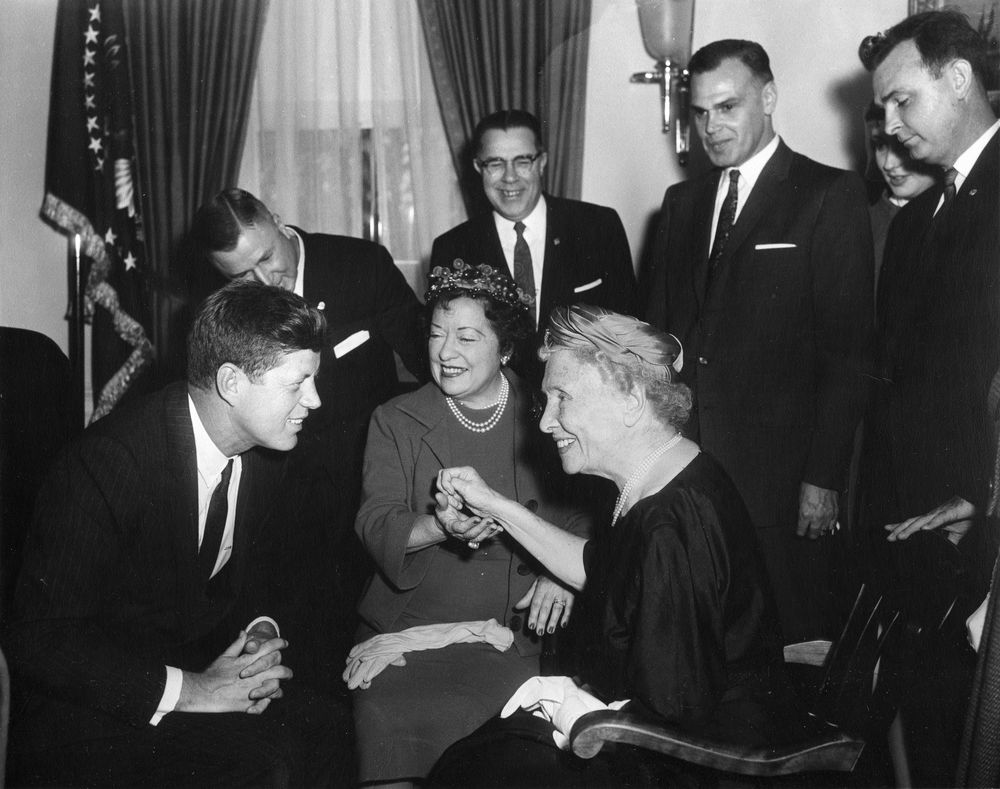
Джон Кеннеди и Хелен Келлер, 1961 год

В 1954 году она приняла участие в съёмках документального фильма о себе «Непобеждённая», срежиссированного Нэнси Гамильтон. Рассказчиком выступила Кэтрин Корнелл. Картина получила премию «Оскар» в номинации «Лучший документальный полнометражный фильм». В том же году Келлер была удостоена степени honoris causa (почётный доктор) от Гарвардского университета, став первой женщиной, получившей это звание в Гарварде. В 1955 году Келлер стала первым человеком, награждённым Большой цепью ордена Золотого Сердца от президента Филиппин Рамона Магсайсая. Помимо этого, она была удостоена ордена «За заслуги перед Итальянской Республикой», ордена Бернардо О’Хиггинса, а также медали от правительства Мексики. Тогда же, в разгар Холодной войны, она написала открытое письмо поддержки коммунистке Элизабет Герли Флинн, заключённой в тюрьму за свои убеждения. Это навлекло на Хелен критику со стороны руководства фонда, которое пригрозило лишить её финансирования, если она продолжит свою прокоммунистическую деятельность.
После смерти Томпсон в 1960 году её сменила Уинифред Корбэлли. Тогда же у Хелен случился инсульт. Он подкосил её здоровье, и в следующем году Хелен перестала появляться на публике. В 1961 году она последний раз предстала перед публикой в связи с награждением Lions Humanitarian Award, премией от организации Lions Clubs International. В 1964 году Линдон Джонсон удостоил её Президентской медали Свободы, высшей гражданской награды США, но Келлер не смогла посетить церемонию награждения из-за проблем со здоровьем.
Хелен Келлер умерла 1 июня 1968 года во сне в своём доме в Истоне, штат Коннектикут, незадолго до своего 88-летия. Смерть наступила в 3:35 дня. Келлер была кремирована, а прах захоронен в Вашингтонском кафедральном соборе в одной колумбарной нише с Энн Салливан. Похоронную церемонию посетили более 1200 человек. Посмертно она была награждена орденом Священного сокровища 1 класса от японского императора Хирохито.

## Значение

### Роль в специальной педагогике
Обучение Келлер стало существенным прорывом в специальной педагогике. Она не была первым слепоглухим человеком, поддавшимся обучению, — до этого был как минимум известен случай Лоры Бриджмен. Тем не менее опыт её обучения стал первым достоверно задокументированным. На нём были основаны многие методики преподавания людям с подобным отклонением, в том числе в СССР, где иногда писали, что до открытия Загорского детского дома слепоглухих (ныне Сергиево-Посадский) в мире были известны лишь два случая обучения слепоглухих, отличающиеся бессистемностью, спонтанностью и счастливым стечением обстоятельств.
Составители учебника «Общая психология» также отметили значение случая Келлер: «Оно состоит в том, что единственное в своём роде счастливое стечение обстоятельств столкнуло исключительно талантливую учительницу, оказавшуюся в то же время отличной наблюдательницей, описавшей последовательное развитие своей ученицы, с высокоодарённым, почти гениальным ребёнком, на котором природа поставила жестокий эксперимент, полностью выключив обе важнейшие области его чувственного опыта». В то же время в «Общей психологии» высказано мнение, что записи Салливан не получили широкой поддержки в научных кругах, поскольку учёным казалось маловероятным, что Келлер так быстро адаптировалась к преподаванию.
Хелен Келлер стала символом борьбы для многих инвалидов, в том числе не только слепых или глухих. Автор статьи в журнале The Journal of Southern History так описал роль Келлер: «Сегодня Келлер воспринимается как национальная икона, символизирующая триумф инвалидов». Ник Вуйчич, родившийся без ног и рук, в автобиографии написал, что для него большую роль в жизни сыграло влияние Келлер.

### Литературное наследие
После истории с «Царём-морозом» и обвинениями в плагиате Келлер навсегда сохранила страх перед возможным случайным повторением чужих идей и высказываний. Первое литературное произведение, автобиографию «История моей жизни», Келлер опубликовала в 1903 году. Эта работа получила положительную оценку со стороны общественности и критиков. В настоящее время «История моей жизни» входит в обязательную программу по литературе во многих американских школах. Популярна книга и в других странах: она была переведена на 50 языков.
Благодаря успеху «Истории моей жизни» Келлер сумела воплотить в жизнь свою мечту стать писательницей. Тем не менее после публикации своих следующих произведений она столкнулась с проблемой: обществу были интересны только её рассказы о преодолении инвалидности, а её размышления о социализме и правах рабочих не вызывали у читателей интереса. Её книги «Мир, в котором я живу», «Песня каменной стены» и сборник эссе «Из тьмы» плохо продавались и получили низкую оценку критиков. Один из рецензентов писал так: «Высказывая свои идеи, она выдаёт фразы, которые узнала из книг, и использует слова, звучащие как высокопарные поэтические метафоры». Высказывались также предположения, что её работы были на самом деле написаны под влиянием Салливан или же выражали её идеи. Другие критики с удивлением отмечали, что Хелен в своих книгах писала, что она «увидела» или «услышала» что-либо. Она сама утверждала, что пользуется такими словами, чтобы не усложнять текст. Например, когда она писала, что «услышала», имеется в виду, что она уловила вибрацию. Слепой психолог Томас Кусборт, комментируя это, раскритиковал творчество Келлер и назвал её эпитеты «словоблудием».
Помимо книг, Келлер опубликовала более 475 статей и эссе на темы социализма, религии, профилактики слепоты, прав рабочих, контроля рождаемости, атомного оружия и другие. Сама она считала себя в первую очередь писательницей. Часть архива Келлер была утрачена при теракте 11 сентября 2001 года.

## Память и оценки

Памятник Келлер в Капитолии США

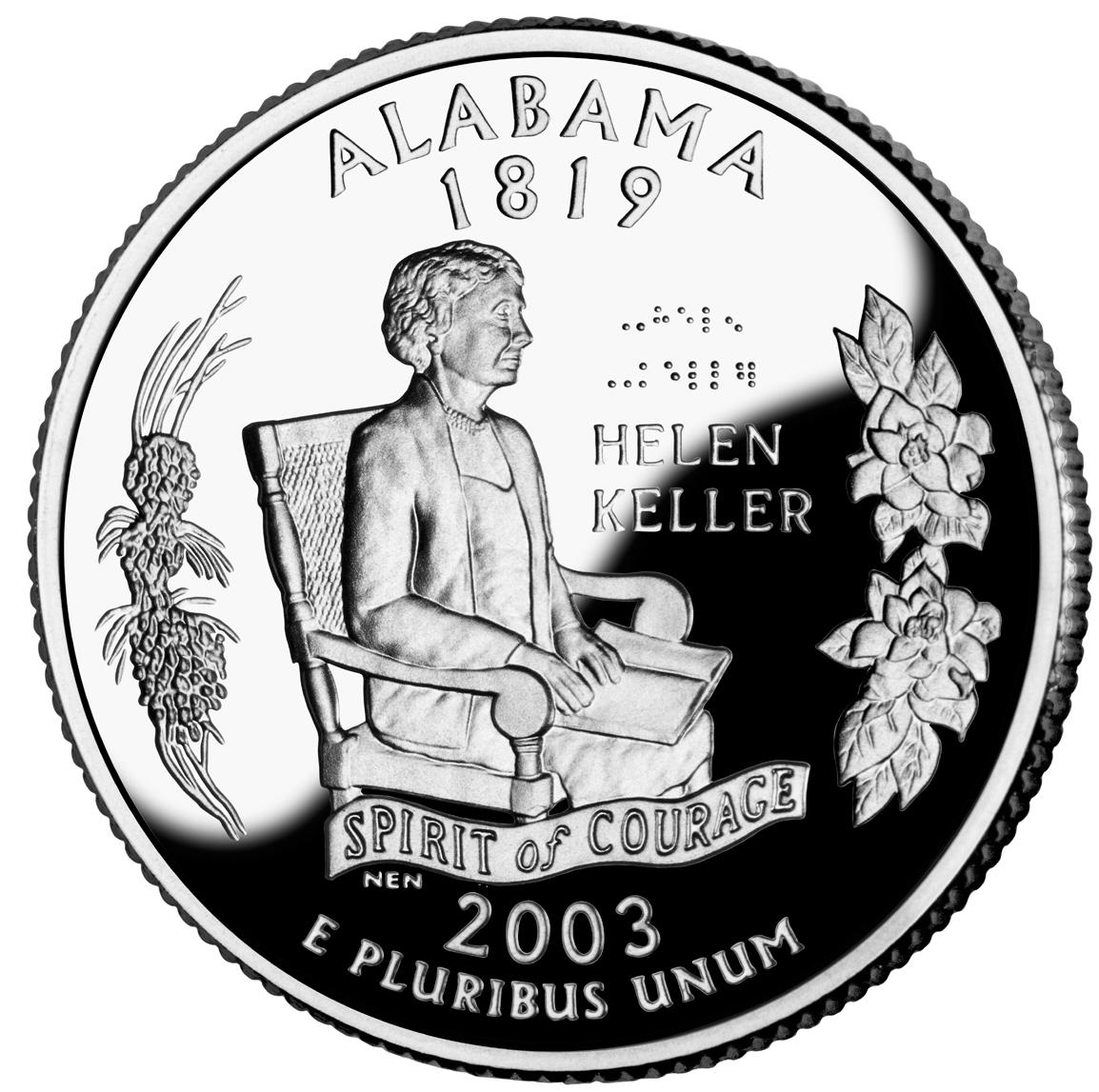
25 центов с Хелен Келлер

Улицы, названные в честь Хелен Келлер, есть в разных странах мира, в том числе в Швейцарии, США, Испании, Португалии, Франции и Израиле. В 1980 году, к столетию со дня её рождения, Почтовая служба США выпустила марку с изображением Келлер, общающейся с Салливан при помощи ручной азбуки. В Капитолии США установлен бронзовый памятник Хелен Келлер. Дом, в котором она провела своё детство, занесён в Национальный реестр исторических мест США. В нём каждый год проводится фестиваль памяти Хелен Келлер и ставится спектакль «Сотворившая чудо». Как отметил автор статьи в журнале The Journal of Southern History, «Алабама считает её [Хелен] совсем своей». В 2003 году профиль Хелен Келлер был увековечен на реверсе памятной монеты США номиналом в 25 центов, посвящённой штату Алабама.
С годами Келлер стала частью американского фольклора. Широкую известность получила так называемая «сцена с водой» (англ. water scene) — момент, когда Хелен впервые осознаёт значение слов, впервые отображённый в пьесе Гибсона. В целом Хелен воспринимается американцами как образ чистой, возвышенной женщины. Уолтер Кендрик в газете The New York Times в связи с этим пишет: «Существуют два варианта мифа о Хелен Келлер: сладкий и кислый. Сладкий миф, каноничный, изображает её как ангела на земле, спасённого от темноты и тишины Энн Салливан, которая раскрыла слепой и глухой Хелен, что имя жидкости, текущей по её руке, — вода. Эта Хелен была совершенно замечательной, даже героической. Преодолев слепоту и глухоту, она посвятила всю свою жизнь благородным целям». Кендрик ссылается на биографическую книгу Дороти Хермэн Helen Keller: A Life, где Хермэн комментирует: «Образ, который создали из неё, — мужественный, гениальный инвалид — имел мало общего с реальной Хелен Келлер».
Келлер была включена в Национальный зал славы женщин, Зал славы женщин Алабамы и Зал славы женщин Коннектикута. Также её имя вошло в список Time 100: Герои и кумиры XX века в категории «герои и кумиры». Марк Твен, ставший одним из близких друзей Келлер, сравнивал её с Жанной д’Арк и называл её одним из величайших людей своего времени наряду с Наполеоном Бонапартом.
Келлер стала героиней анекдотов. Так, популярность приобрели шутки, ирония которых заключается в том, что, раз Келлер была слепоглухой, она не могла видеть или слышать предмет шутки. Подобные анекдоты стали популярны в 80-е и 90-е годы, потеснив модных прежде мёртвых младенцев. Дороти Хермэн считала такие шутки отражением страха людей перед возможной инвалидностью.

### В популярной культуре

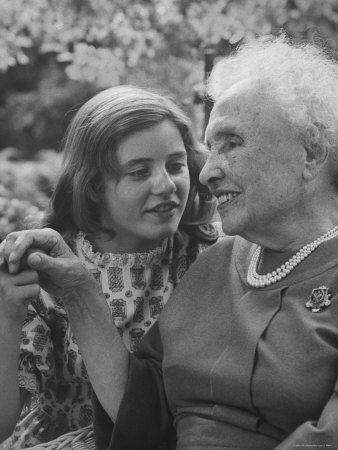
Келлер с актрисой Патти Дьюк, исполнившей её роль в фильме «Сотворившая чудо»

В 1959 году состоялась премьера пьесы «Сотворившая чудо», написанной драматургом Уильямом Гибсоном по мотивам автобиографии Келлер. «Сотворившая чудо» была положительно воспринята критикой и удостоена премии «Тони» в категории «Лучшая пьеса». В 1962 году вышла одноимённая экранизация Артура Пенна, режиссировавшего бродвейскую постановку «Сотворившей чудо». Главные роли в картине исполнили те же актёры, что и в спектакле: Патти Дьюк перевоплотилась в Келлер, Энн Бэнкрофт в Салливан. Обе исполнительницы удостоились «Оскара». В 1979 году вышел одноимённый ремейк фильма, срежиссированный Полом Аароном. Мелисса Гилберт исполнила роль Хелен, а Патти Дьюк, в первой экранизации игравшая Хелен, сыграла Салливан. Второй ремейк фильма Пенна, также названный «Сотворившая чудо», вышел в 2000 году и был срежиссирован Надей Тэсс. Роль Салливан исполнила Элисон Эллиотт, Хелен — Хэлли Кейт Айзенберг.
В 1982 году Гибсон опубликовал продолжение пьесы, «Понедельник после чуда». В сиквеле описывается дальнейшая судьба Хелен и её учительницы. Мисс Салливан выходит замуж за университетского преподавателя Джона Мэйси, но в него влюбляется и Хелен. Мэйси не может сделать выбор между двумя женщинами и в конце концов покидает их обеих. Пьеса была экранизирована Дэниелом Петри в 1998 году. В ролях Келлер и Салливан снялись Мойра Келли и Рома Дауни соответственно.
«История моей жизни» вдохновила и других кинематографистов. На её основе индийский режиссёр Санджай Лила Бхансали в 2005 году снял картину «Последняя надежда». Роль Келлер (имя изменено на Мишель Макнелли) исполнили две актрисы: Аеша Капур в детстве и Рани Мукерджи в зрелом возрасте. Во время съёмок Мукерджи носила контактные линзы, чтобы придать своим глазам сходство с глазами слепых. Также ей пришлось в течение семи месяцев изучать язык жестов и шрифт Брайля. Актёрам помогала группа слепоглухих студентов, обучавшая их языку жестов, и слепоглухой юноша Замир Дале, консультировавший исполнителей во время съёмок.
В 2013 году турецкий режиссёр Уур Юджел снял фильм «Мой мир», в основе которого лежит биография Хелен Келлер.
Появляется в нескольких эпизодах ситкома Другое время.